# TV 35
TV-35 a fost o dubă lansată în 1983, care, odată cu schimbarea denumirii fabricii în Rocar S.A. în anul 1993, a primit noi denumiri: Rocar 33, Rocar 37 și Rocar 40 (microbuz). Cu această ocazie, caroseria a suferit un facelift ușor. Versiunea Rocar 33 avea o capacitate de încărcare cuprinsă între 1200 și 1400 kg, iar Rocar 40 între 1200 și 1800 kg. Au fost introduse și noi motorizări, printre care motorul 4C90 de 90 CP, produs de compania poloneză Andoria. Producția acestor vehicule s-a încheiat în 1996. Au fost exportate în mai multe țări, printre care Marea Britanie, sub numele ARO Tudor TV, și Italia, sub denumirea TV Ciemme. Între 1976 și 1986, aceste modele au fost asamblate în Portugalia de companiile GV-Semal și FMAT, sub marca Tagus. A fost dezvoltat și un prototip pentru un posibil succesor, numit Rocar 35C Avant, echipat cu un motor Renault de 106 CP, însă, din cauza dificultăților financiare ale fabricii, acesta nu a intrat în producția de serie.